# Power analyzer
Power Quality Analyzers, vaak Power analyzers genoemd, registreren digitaal door bemonstering met ADC's (tot 8 simultane, synchrone en geïsoleerde ADC kanalen) de (driefasen) netspanning en de (driefasen) netstroom, en voor driefasenapparatuur met uitgevoerde nulleider ook de nulleiderstroom en de nulleiderspanning.
Uit de geregistreerde waarden (die voor precisiemetingen zeer groot in aantal zijn en een hoge digitale resolutie hebben, bijvoorbeeld 12 bits) kan een precieze berekening van gemeten netfrequentie, werkelijk vermogen, schijnbaar vermogen, arbeidsfactor, trueRMS spanning, trueRMS stroom, DC spanning (nulde harmonische), DC stroom (nulde harmonische), IEC 61000-3-2/3-12 metingen van ten minste 40 harmonischen (in de praktijk vaak 50 tot 100) en THD van spanning(en) en stroom(en) plaatsvinden.
Soms zijn met hetzelfde apparaat flickermetingen volgens IEC61000-3-3/3-1 mogelijk. Per apparaat zijn daarnaast nog een veelvoud aan andere metingen mogelijk.